# Wiktor Kania
Wiktor Kania ps. „Felek”, „Andrzej”, „Mrówka”, „Nad” (ur. 13 grudnia 1914 w Katowicach, zm. 5 maja 1946 w Osinach) – żołnierz Wojska Polskiego, Armii Krajowej, Konspiracyjnego Wojska Polskiego, uczestnik podziemia antykomunistycznego na Śląsku, porucznik.

## Życiorys

### Dzieciństwo i młodość
Był jedynym dzieckiem Franciszka i Anny z domu Fox z Warszowic (powiat Pszczyna). W 1921 r. rodzina Kaniów przeprowadziła się z Katowic do miejscowości Żory w powiecie rybnickim. Podjął naukę w Gimnazjum im. Karola Miarki w Żorach, którą przerwał po trzech latach. Został zatrudniony jako praktykant gajowego w prywatnych lasach w okolicach Żor. W 1934 r. powołany do służby wojskowej w Jarosławiu, gdzie ukończył także szkołę podoficerską. W 1936 r. ożenił się z Anną zd. Strach z Górek Małych powiat Cieszyn.

### II wojna światowa
W pierwszych dniach września 1939 r. walczył w szeregach Obrony Narodowej (ON) miasta Żory. Ranny po hospitalizacji, jako jeniec został wywieziony na roboty w głąb Rzeszy. Stamtąd przeniesiony na Górny Śląsk do pracy w kopalni Blücher.
Wstąpił do konspiracji w ramach Związku Walki Zbrojnej „Żyrafa” Inspektoratu Rybnickiego. Następnie otrzymał zadanie rozpoznania powstałych struktur ruchu oporu w okolicach miejscowości Brenna w Beskidzie Śląskim powiat Cieszyn. 1 lipca 1943 r. jako sierżant piechoty przejął dowództwo nad oddziałem partyzanckim kryptonimem „Wędrowiec”, podległym Rybnickiemu Inspektoratowi AK. Rozbudował sieć łączników, powiększył stan liczebny oddziału. Przeprowadził liczne akcje zbrojne i dywersyjne na niemieckie posterunki i patrole żandarmerii. Po zrzucie sowieckiego desantu dywersyjno-rozpoznawczego w okolicach Brennej 24 marca 1944 r., którego celem było podporządkowanie lokalnego ruchu oporu, został odwołany z funkcji komendanta „Wędrowca”, pozostając do dyspozycji Rybnickiego Inspektora AK.

### Okres powojenny i walka z reżimem stalinowskim
W kwietniu 1945 r. brał czynny udział w organizowaniu władz cywilnych na terenie miasta i gminy Żory. Objął funkcję radnego Miejskiej Rady Narodowej oraz urząd Naczelnika Gminy Osiny k. Żor. Swoje kompetencje wykorzystywał w obronie ludności cywilnej przed prześladowaniami i bezprawiem ze strony żołnierzy radzieckich podlegających lokalnemu rezydentowi NKWD kpt. Alejewowi. W trakcie działalności samorządowej utrzymywał stały kontakt z byłymi żołnierzami „Wędrowca” poszukiwanymi przez NKWD, organizując dla nich fałszywe dokumenty i zakwaterowanie.
W lecie 1945 r. działał w cieszyńskiej strukturach Narodowej Organizacji Wojskowej o kryptonimie „Cezary 20”. Jednak po nawiązaniu przez Pawła Heczko kontaktu z oddziałem Narodowych Sił Zbrojnych Józefa Kołodzieja „Wichura”, przewodził grupie NSZ, prowadząc jednocześnie rozmowy z pozostałymi w konspiracji członkami byłego Inspektoratu Rybnickiego AK.
W listopadzie 1945 r. został aresztowany przez funkcjonariuszy PUBP Cieszyn w swoim domu w Żorach i osadzony w więzieniu w Cieszynie, skąd zbiegł 15 grudnia 1945 r. wraz z innym współwięźniem. Z początkiem maja 1945 r. wraz z innymi byłymi dowódcami oddziału partyzanckiego AK „Wędrowiec” wystosował deklarację wierności wobec Rządu Polskiego na Emigracji i gotowość do dalszej walki zaadresowaną do Komendanta Komendy Wojewódzkiej AK Zygmunta Waltera-Jankego.
Początek 1946 r. to intensywna działalność w terenie przy współpracy pozyskanych do konspiracji i zaprzysiężonych funkcjonariuszy żorskiego posterunku Milicji Obywatelskiej tj. komendanta posterunku Bednarza i Franciszka Skrobola z Żor, którzy m.in. dostarczali cennych informacji, dot. zwłaszcza decyzji i posunięć PUBP Rybnik.
W tym okresie Kania wystosował liczne ostrzeżenia pisemne dla członków Polskiej Partii Robotniczej, dokonując także najść na lokale partyjne. Szczególnie aktywni komuniści byli zabijani. 6 stycznia 1946 r. grupa „Andrzeja” wykonała wyrok śmierci na I sekretarzu PPR w Żorach, Augustynie Biskupie. 30 stycznia 1946 r. przeprowadzona została akcja ekspropriacyjna, w wyniku której zatrzymano wypłaty w kwocie 2500000 złotych dla górników Kopalni Dębieńsko w Czerwionce powiat Rybnik, z przeznaczeniem dla partyzantów i ich rodzin na okres zimy 1946 r. Również w styczniu 1946 r. nawiązał kontakt z zastępcą komendanta komendy wojewódzkiej Konspiracyjnego Wojska Polskiego „Klimczok”, płk. Pawłem Stopą. W połowie marca 1946 r. dowodził akcją ekspropriacyjną w garbarni skór w Jaśkowicach koło Orzesza. Kilka dni później zastrzelił przedwojennego członka Komunistycznej Partii Polski, sekretarza PPR w Mikołowie Jana Rajcę.
18 marca 1946 r. Kania został mianowany przez komendanta wojewódzkiego KWP „Klimczok”, mjr. Gerharda Szczurka, zwierzchnim dowódcą KWP w powiatach rybnickim, pszczyńskim i cieszyńskim oraz komendantem komendy powiatowej KWP „Leśniczówka” na powiat rybnicki. 19 marca 1946 r. Kania dowodził akcją likwidacji funkcjonariusza PUBP Rybnik, Zygmunta Ćwiklińskiego i sekretarza PPS Buchalika w Gotartowicach powiat Rybnik (trasa Żory - Rybnik). Ostatniego kwietnia 1946 r. oddział „Andrzeja” przeprowadził rekwizycję w Państwowej Fabryce Sygnałów w Gotartowicach k. Rybnika, zabierając za pisemnym pokwitowaniem gotówkę, zaś w drodze powrotnej do Osin spalił trybunę honorową przygotowaną na obchody 1-majowe w Żorach.

### Śmierć i pochówek
W tym okresie KP KWP „Leśniczówka” była już dobrze rozpracowana przez Urząd Bezpieczeństwa, którego tajny współpracownik, podpisujący donosy jako Jan Kuczera przeniknął do struktur organizacji. Z 4 na 5 maja we wsi Osiny przeprowadzona została obława z udziałem znacznych sił Korpusu Bezpieczeństwa Wewnętrznego (KBW) i milicji, w wyniku której Wiktor Kania poniósł śmierć w niewyjaśnionych do końca okolicznościach. Obecny na odprawie KP „Leśniczówka” mjr G. Szczurek „Erg”, zdołał zbiec.
W niedzielę 5 maja 1946 r. zwłoki „Andrzeja” zostały przetransportowane przez mieszkańców Osin na cmentarz farny w Żorach. W obliczu dużej ilości osób cywilnych zebranych w tym miejscu przedstawiciele komunistycznych władz miasta oraz przybyli funkcjonariusze UB nie zdecydowali się na zatrzymania ciała. Zbezcześcili jednak zwłoki, zdzierając z nich mundur i pozostawiając w samej bieliźnie. Obecnemu na miejscu księdzu zabroniono odprawienia ceremonii żałobnych.

### Pro Memoriam
Dnia 12 marca 2004 r. IPN Katowice na podstawie zebranych dokumentów, nadał Wiktorowi Kani. status pokrzywdzonego
W 2004 r. Komisja do Spraw Badania Zbrodni Przeciwko Narodowi Polskiemu IPN O. Katowice w związku z niejasnymi okolicznościami śmierci W.K., wszczęła śledztwo w sprawie możliwości popełnienia zbrodni komunistycznej. Śledztwo umorzono.
10 listopada 2005 r. z inicjatywy lokalnych środowisk kombatanckich oraz pracowników IPN o. Katowice, samorząd gminy Brenna uhonorował partyzantów, fundując w Brennej pomnik poświęcony żołnierzom Oddziału Partyzanckiego AK „Wędrowiec”, na którym wymienione zostały nazwiska jego kolejnych dowódców: Karol Heller, Wiktor Kania, Paweł Heczko.

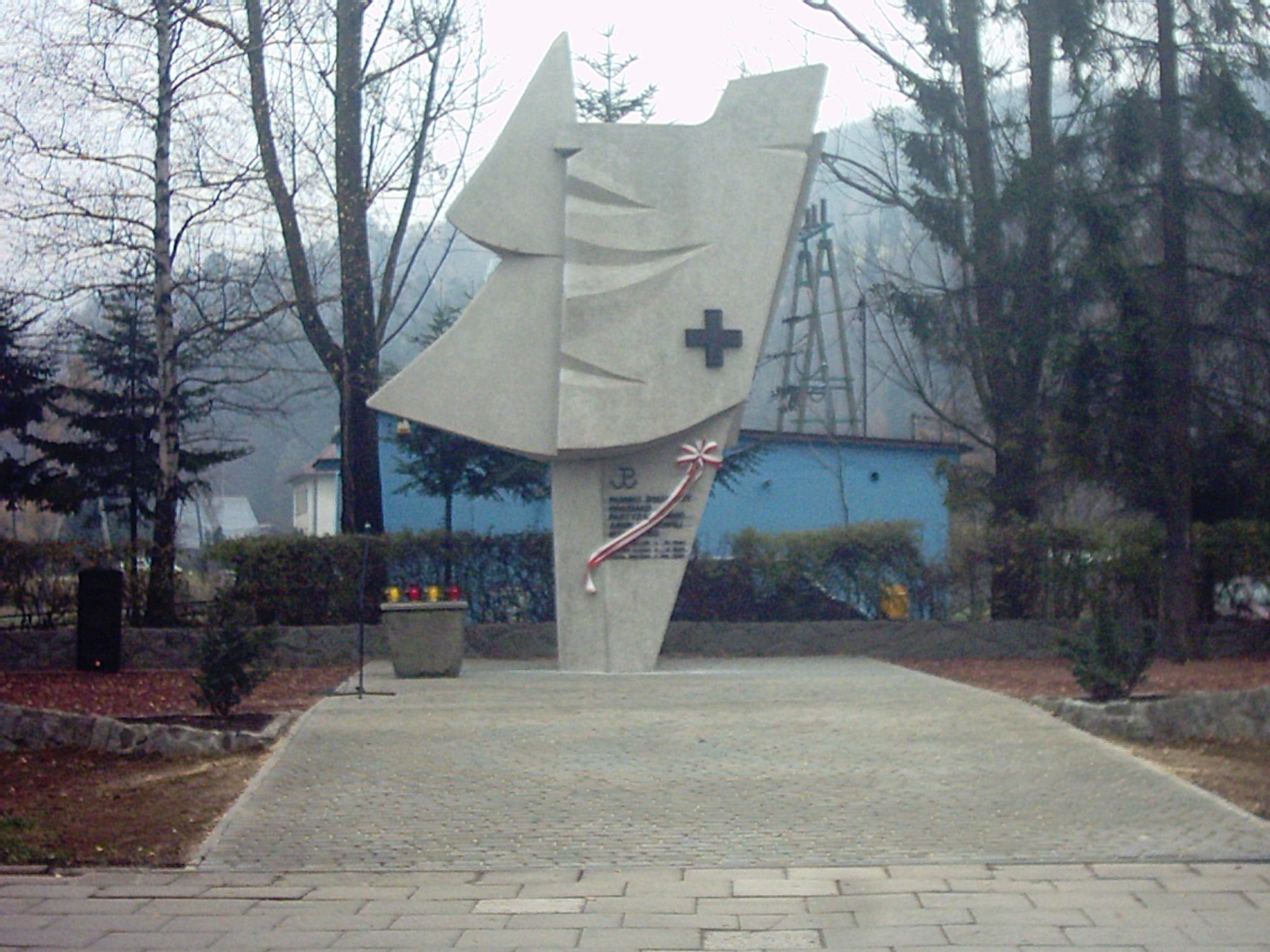
Pomnik ku czci żołnierzy Oddziału Partyzanckiego AK "Wędrowiec" w Brennej

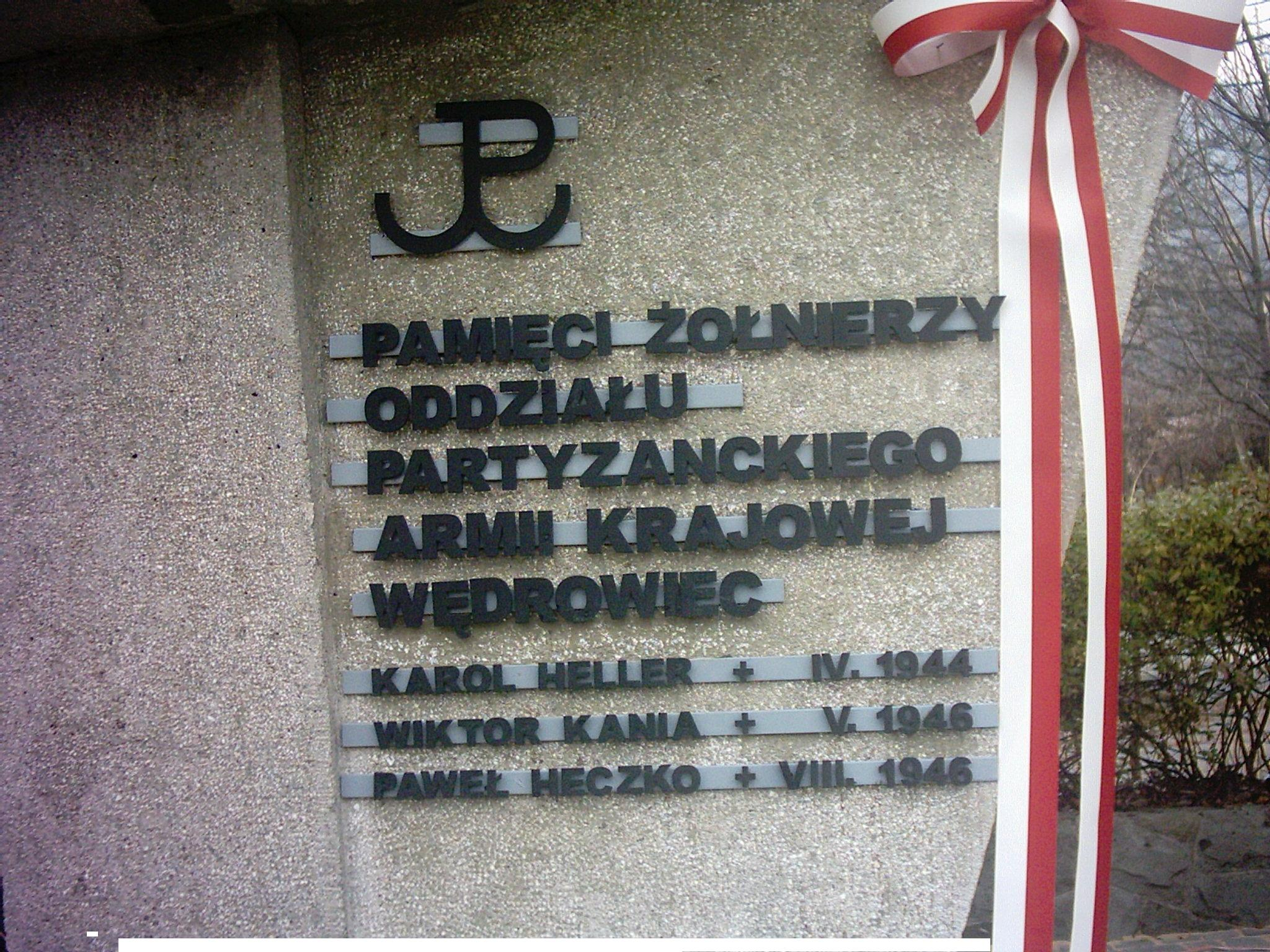
Pomnik w Brennej- tablica